# 巴林茨鄉

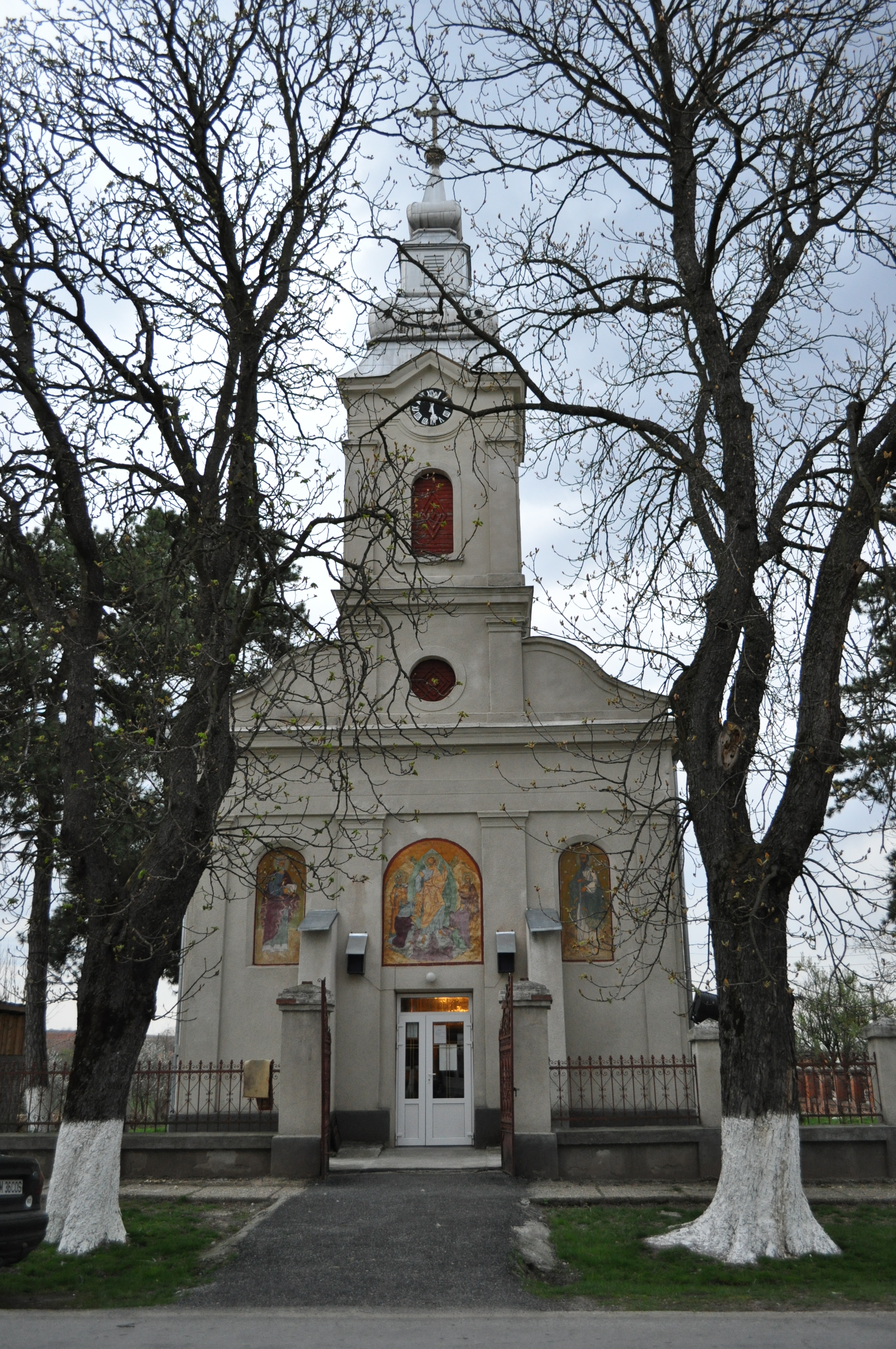

45°49′N 21°51′E / 45.817°N 21.850°E
巴林茨鄉（羅馬尼亞語：Comuna Balinț, Timiș），是羅馬尼亞的鄉份，位於該國西部，由蒂米什縣負責管轄，面積56平方公里，海拔高度120米，2002年人口1,656，人口密度每平方公里30人。